# Bachham (Reisbach)
Bachham ist ein Ortsteil des Marktes Reisbach im niederbayerischen Landkreis Dingolfing-Landau und liegt in der Nähe vom Bayern-Park nahe der Landkreisgrenze zu Rottal-Inn. Das Dorf liegt im Nordwesten der Gemarkung und ehemaligen Gemeinde Haberskirchen auf einer Höhe von 489 m ü. NN und hat 58 Einwohner (Stand: 31. März 2008).

## Geschichte
Die Gemeinde Haberskirchen und somit auch Bachham wurden am 1. Januar 1978 in den Markt Reisbach eingegliedert.

## Markante Merkmale des Ortes
Der Ort liegt inmitten der Wasserversorgung Oberes Kollbachtal. In der Nähe steht der Wasserturm, der 500 m³ Wasser fassen kann und die Haushalte im Umkreis mit Trinkwasser versorgt. Mitglieder vom Verbandsgebiet sind die Gemeinden Falkenberg, Malgersdorf, Marklkofen, Rimbach und die Märkte Reisbach und Simbach.